# 蔡曾源 (光緒進士)
蔡曾源（1854年—1918年），原名蓬海，字仙峰，又字撰辰。清朝官员。山东东港区日照街道十里铺人。
光绪十六年（1890年）进士。同年五月，改翰林院庶吉士。光緒十八年五月，散館，授翰林院編修，历任国史馆协修、会典馆纂修。二十四年（1898年）改御史，二十六年（1900年）补浙江道监察御史，三十年（1904年）补掌福建道监察御史，次年转掌云南道监察御史。光绪三十三年（1907年），出任建宁府知府。